# Sinophorus porosus
Sinophorus porosus är en stekelart som beskrevs av Sanborne 1984. Sinophorus porosus ingår i släktet Sinophorus och familjen brokparasitsteklar. Inga underarter finns listade i Catalogue of Life.